# Acaulopage tetraceros
Acaulopage tetraceros är en svampart som beskrevs av Drechsler 1935. Acaulopage tetraceros ingår i släktet Acaulopage och familjen Zoopagaceae.   Inga underarter finns listade i Catalogue of Life.